# 全惠英
全惠英（チョン・ヘヨン、朝鮮語: 전혜영、1972年- ）は、朝鮮民主主義人民共和国の歌手であり、ポチョンボ軽音楽団に所属している。

## 経歴
1972年8月10日に生まれる。父はサンシン炭鉱の鉱夫、母はピョンヤン被服工場の職員であった。
6歳の頃、「全国幼稚園芸術コンクール」で特別賞を受賞。翌年からは「全国学生少年芸術コンクール」で連続受賞した。9歳の頃、ピョンヤン学生少年芸術団の一員として日本公演に参加した。ポチョンボ軽音楽団に入籍後も、国民的歌手として活躍している。レパートリーは、歌謡、民謡、童謡、外国歌など多岐に渡る。1991年には普天堡電子楽団の日本公演にも参加している。
彼女が歌った曲「口笛」は、北朝鮮の歌として初めて韓国でもヒットした。
身長は154cmと小柄ながら、歌唱力に優れているとされる。
現在は万景台学生少年宮殿で芸術創作課の課長をしており、主に少年宮殿の学生の指導を行っている。

## 主な楽曲
- 「口笛」《휘파람》
- 「トラジ」《도라지》